# Franco García
Franco Manuel García (Córdoba, Argentina; 4 de junio de 1997) es un futbolista argentino. Juega de extremo y su equipo actual es San Martín de Tucumán, de la Primera Nacional.

## Trayectoria
García entró a las inferiores del Racing de Córdoba a los ocho años y fue promovido al primer equipo en 2015, haciendo su debut como profesional el 22 de septiembre de ese año, en la victoria 2 a 0 frente Alumni de Villa María, por un partido correspondiente al Torneo Federal B 2015.
Con el club cordobés disputó en el Torneo Regional Federal Amateur, Torneo Federal B y el Torneo Federal A, logrando 3 ascensos durante su estadía, en los que jugó 95 partidos, anotó 13 goles y repartió 5 asistencias.
Luego de ganar el Torneo Federal A 2022 con "la academia cordobesa", se anunció su traspaso al Cobresal de la Primera División de Chile, donde en dos años en el conjunto chileno, jugó 75 partidos, convirtiendo 10 goles y dando 8 asistencias, y además realizó su debut en competiciones internacionales, jugando la Copa Libertadores y Copa Sudamericana, y logrando el subcampeonato del torneo 2023 de la máxima categoría de ese país.
Para 2025 se une a San Martín de Tucumán para disputar el Campeonato de Primera Nacional 2025, en condición de préstamo, con una opción de compra al finalizar el mismo.

## Estadísticas

### Clubes
Actualizado hasta su último partido disputado el 17 de agosto de 2025.
| Club                        | Div.          | Temporada     | Liga  | Liga  | Liga   | Copas nacionales | Copas nacionales | Copas nacionales | Torneos internacionales | Torneos internacionales | Torneos internacionales | Total | Total | Total  |
| Club                        | Div.          | Temporada     | Part. | Goles | Asist. | Part.            | Goles            | Asist.           | Part.                   | Goles                   | Asist.                  | Part. | Goles | Asist. |
| --------------------------- | ------------- | ------------- | ----- | ----- | ------ | ---------------- | ---------------- | ---------------- | ----------------------- | ----------------------- | ----------------------- | ----- | ----- | ------ |
| Racing de Córdoba Argentina | 4.ª           | 2015          | 1     | 0     | 0      | —                | —                | —                | —                       | —                       | —                       | 1     | 0     | 0      |
| Racing de Córdoba Argentina | 4.ª           | 2016          | 2     | 1     | 0      | —                | —                | —                | —                       | —                       | —                       | 2     | 1     | 0      |
| Racing de Córdoba Argentina | 4.ª           | 2017          | 3     | 0     | 1      | —                | —                | —                | —                       | —                       | —                       | 3     | 0     | 1      |
| Racing de Córdoba Argentina | 3.ª           | 2018-19       | 16    | 4     | 1      | 3                | 0                | 0                | —                       | —                       | —                       | 19    | 4     | 1      |
| Racing de Córdoba Argentina | 4.ª           | 2020          | 5     | 2     | 0      | —                | —                | —                | —                       | —                       | —                       | 5     | 2     | 0      |
| Racing de Córdoba Argentina | 4.ª           | 2020-21       | 5     | 0     | 0      | —                | —                | —                | —                       | —                       | —                       | 5     | 0     | 0      |
| Racing de Córdoba Argentina | 3.ª           | 2021          | 28    | 1     | 2      | —                | —                | —                | —                       | —                       | —                       | 28    | 1     | 2      |
| Racing de Córdoba Argentina | 3.ª           | 2022          | 30    | 5     | 1      | 2                | 0                | 0                | —                       | —                       | —                       | 32    | 5     | 1      |
| Racing de Córdoba Argentina | Total club    | Total club    | 90    | 13    | 5      | 5                | 0                | 0                | 0                       | 0                       | 0                       | 95    | 13    | 5      |
| C. D. Cobresal · Chile      | 1.ª           | 2023          | 30    | 3     | 3      | 4                | 3                | 1                | 1                       | 0                       | 0                       | 35    | 6     | 4      |
| C. D. Cobresal · Chile      | 1.ª           | 2024          | 30    | 4     | 4      | 4                | 0                | 0                | 6                       | 0                       | 0                       | 40    | 4     | 4      |
| C. D. Cobresal · Chile      | Total club    | Total club    | 60    | 7     | 7      | 8                | 3                | 1                | 7                       | 0                       | 0                       | 75    | 10    | 8      |
| San Martín (T) Argentina    | 2.ª           | 2025          | 19    | 3     | 1      | 2                | 0                | 0                | —                       | —                       | —                       | 21    | 3     | 1      |
| San Martín (T) Argentina    | Total club    | Total club    | 19    | 3     | 1      | 2                | 0                | 0                | 0                       | 0                       | 0                       | 21    | 3     | 1      |
| Total carrera               | Total carrera | Total carrera | 169   | 23    | 13     | 15               | 3                | 1                | 7                       | 0                       | 0                       | 191   | 26    | 14     |
| 1. 2.                       |               |               |       |       |        |                  |                  |                  |                         |                         |                         |       |       |        |

## Palmarés

### Títulos regionales
| Título                   | Club              | País    | Año  |
| ------------------------ | ----------------- | ------- | ---- |
| Liga Cordobesa de Fútbol | Racing de Córdoba | Córdoba | 2019 |

### Títulos nacionales
| Título           | Club              | País      | Año  |
| ---------------- | ----------------- | --------- | ---- |
| Torneo Federal A | Racing de Córdoba | Argentina | 2022 |